# Dating Cafe
Das Internetportal Dating Cafe ist eine Partnerbörse im Internet. Die Website wurde 1998 als erste Online Singlebörse Deutschlands von der alleinerziehenden Diplom-Ingenieurin Heike von Heymann gegründet. 
Sie gehört seit August 2022 zum Netzwerk der ICONY GmbH. 

## Geschichte
Die "Dating Cafe Vermittlungsagentur GmbH" wurde im August 1998 von der Diplom-Ingenieurin für Umwelttechnik Heike von Heymann mit einem Startkapital von 55.000 DM gegründet. Sie programmierte und gestaltete damit an einem Schreibtisch in ihrem Wohnzimmer in Hamburg-Bergedorf die erste Singlebörse Deutschlands. Von Heymann richtete sich mit ihrem Auftritt, Design und Sicherheitskonzept an die Bedürfnisse von Frauen, denn Frauen waren damals im Internet noch absolut unterrepräsentiert. 
Nach einem Testsieg in der "Tomorrow", der ersten deutschen Zeitschrift, die sich auf Internetangebote spezialisiert hatte, boomte Datingcafe.de dermaßen, dass zwei Mitarbeiter eingestellt werden mussten. Birgit Christahl übernahm die Buchhaltung und den Support. Ralf Michael Wierwille kümmerte sich um die Server und unterstützte Heike von Heymann bei der Programmierung. Beide Mitarbeiter blieben bis zum Verkauf im Unternehmen. 
Da Internetseiten seinerzeit auch für die Medien noch vollkommen uninteressant waren, begann das stetig wachsende Dating Cafe Team Single-Events zu organisieren. Im Jahr 2000 wurden hauptsächlich als Marketing Maßnahmen zunächst in Hamburg und dann bundesweit Blind Date Dinner organisiert. Spiegel.tv berichtete als erster mit einer Dokumentation darüber. Andere TV-Sender und Zeitschriften folgten. Der Eventbereich wurde auf andere Angebote wie Schnuppergolfen, Klettern, Bar-Hopping etc. erweitert, zentral vom Hamburger Team verwaltet und bundesweit von Partnern durchgeführt. Mit dem größten Power Dating Event der Welt kam Datingcafe 2008 ins Guinnessbuch der Rekorde. 
2001 kamen in Kooperation mit dem Bergedorfer Reiseveranstalter sunwave.de Singlereisen hinzu. Die ersten Reisen fanden mit 16 weiblichen und 16 männlichen Singles eine Altersgruppe auf dem Dreimastschoner Regina Maris von Martin und Uschi Duba aus Hamburg-Bergedorf statt. Damit war Dating Café die erste Singlebörse in Deutschland, die sich bundesweit im Single-Event- und Singlereisen-Bereich engagiert hat. 
Das Portal wurde 10 Jahre lang von der Gründerin betrieben.
Im Jahr 2008 wurde es von der in Siegburg ansässigen Allesklar AG übernommen, die unter anderem die Internetplattform meinestadt.de betreibt. Die Allesklar AG programmierte das Dating Cafe komplett neu und führte eine Abonnentenfunktion ein. Sie entließ das gesamte Support-Team und dezimierte das Angebot an Singleevents und Singlereisen. Seit Oktober 2012 befindet sich die allesklar AG im Besitz der Axel Springer AG Digital Classifieds GmbH. Im November 2014 wechselte Dating Cafe abermals den Besitzer und gehörte bis 2022 zur iVentureGroup. Im August 2022 übernahm dann die ICONY GmbH die Gesellschaft Dating Cafe Online GmbH.

## Fakten und Daten
Dating Cafe zählt nach Eigenangaben im Jahr 2014 ca. 1,41 Mio. Mitglieder und hat täglich ca. 800 Neuregistrierungen. Die Mehrheit der Kunden ist über 30 Jahre alt. Singles, die sich mit einem amtlichen Lichtbildausweis ausweisen, werden in ihrem Profil entsprechend gekennzeichnet und erhalten eine kostenlose Probezeit.

## Kritik
Am Anfang war Dating Cafe für alle Frauen kostenlos und nur Männer mussten zahlen. Auf diese Weise wollten die Betreiber einen Männerüberschuss vermeiden. Nach einigen Jahren hat sich herausgestellt, dass es – wie in anderen Datingportalen auch – einen Überschuss an Frauen über 45 Jahren gab. Um mehr ältere Männer anzulocken, änderte die Singlebörse das Preismodell und führte ab Dezember 2006 eine Zahlungspflicht für Frauen ab 45 Jahren ein. Gleichzeitig durften nicht zahlende Männer Frauen über 45 kostenlos anschreiben, sofern sie sich per Personalausweis registriert hatten. Diese Maßnahme zog heftige Diskussionen nach sich, manche Frauen fühlten sich wegen ihres Alters diskriminiert. Andere fanden es positiv, weil sich durch den erhöhten Männeranteil eine bessere Chance auf ein Liebesglück auch in ihrem Alter ergab. Denn durch diese Marktregulierung hatte Dating Cafe 50 % Männer und 50 % Frauen. Im Juni 2012 änderte Dating Cafe sein Preismodell so, dass alle Teilnehmer zahlen müssen. Seitdem sank der Männeranteil wieder auf 40 % zurück. Das Verhältnis von männlichen zu weiblichen Teilnehmern liegt aktuell nach Eigenaussage bei 48 zu 52 Prozent.

## Auszeichnungen
Dating Cafe wurde im März 2011 (Magazin test, Ausgabe 3/2011) Testsieger bei Stiftung Warentest in der Kategorie Singlebörsen (Note 2,7). Bei dem Test der Singlebörsen des Deutschen Instituts für Service-Qualität landete Dating Cafe, knapp hinter Friendscout24, auf dem zweiten Platz. Weitere Auszeichnungen, insbesondere von FOCUS MONEY DEUTSCHLAND TEST, folgten.